# Koosharem
Koosharem est une ville américaine située dans le comté de Sevier, dans l’Utah. En 2012, sa population s’élevait à 327 habitants. 

## Source
- (en) Cet article est partiellement ou en totalité issu de l’article de Wikipédia en anglais intitulé « Koosharem, Utah » (voir la liste des auteurs).